# Дайомід (Аляска)
Дайомід (англ. Diomede) — місто (англ. city) в США, в окрузі Ноум штату Аляска. Населення — 83 особи (2020).

## Географія
Дайомід розташований на острові Малий Діомід посередині Берингової протоки за координатами 65°45′14″ пн. ш. 168°55′23″ зх. д. / 65.75389° пн. ш. 168.92306° зх. д. (65.753769, -168.923151).  За даними Бюро перепису населення США в 2010 році місто мало площу 7,36 км², уся площа — суходіл. В 2017 році площа становила 6,30 км², уся площа — суходіл.

## Демографія
Згідно з переписом 2010 року, у місті мешкало 115 осіб у 38 домогосподарствах у складі 22 родин. Густота населення становила 16 осіб/км².  Було 47 помешкань (6/км²).
Расовий склад населення:
| - 92,2 % — корінних американців - 4,3 % — білих |

До двох чи більше рас належало 3,5 %. Частка іспаномовних становила 0,0 % від усіх жителів.
За віковим діапазоном населення розподілялося таким чином: 40,9 % — особи молодші 18 років, 52,1 % — особи у віці 18—64 років, 7,0 % — особи у віці 65 років та старші. Медіана віку мешканця становила 25,3 року. На 100 осіб жіночої статі у місті припадало 113,0 чоловіків;  на 100 жінок у віці від 18 років та старших — 183,3 чоловіків також старших 18 років.
Середній дохід на одне домашнє господарство  становив 26 110 доларів США (медіана — 16 250), а середній дохід на одну сім'ю — 34 700 доларів (медіана — 19 063). За межею бідності перебувало 65,1 % осіб, у тому числі 78,9 % дітей у віці до 18 років та 0,0 % осіб у віці 65 років та старших.
Цивільне працевлаштоване населення становило 20 осіб. Основні галузі зайнятості: освіта, охорона здоров'я та соціальна допомога — 50,0 %, публічна адміністрація — 15,0 %, транспорт — 10,0 %, науковці, спеціалісти, менеджери — 10,0 %.